# Gensac-la-Pallue
Gensac-la-Pallue – miejscowość i gmina we Francji, w regionie Nowa Akwitania, w departamencie Charente.
Według danych na rok 1990 gminę zamieszkiwało 1701 osób, a gęstość zaludnienia wynosiła 88 osób/km² (wśród 1467 gmin regionu Poitou-Charentes Gensac-la-Pallue plasuje się na 167. miejscu pod względem liczby ludności, natomiast pod względem powierzchni na miejscu 416.).